# Giave
Giave – miejscowość i gmina we Włoszech, w regionie Sardynia, w prowincji Sassari. Graniczy z Bonorva, Cheremule, Cossoine, Thiesi, Torralba, Masainas.
Według danych na rok 2004 gminę zamieszkiwały 692 osoby, 15 os./km².